# Piper cupreatum
Piper cupreatum är en pepparväxtart som beskrevs av William Trelease. Piper cupreatum ingår i släktet Piper och familjen pepparväxter. Utöver nominatformen finns också underarten P. c. longum.